# 倉田三ノ路
倉田 三ノ路（くらた みのじ）は日本の漫画家。性別は女性で血液型はA型。

## 人物
2010年、『書生 葛木信二郎の日常』で漫画家デビュー。中国史やその風俗への造詣が深く、以後の作品は主に古代から中世中国を舞台にした作品を主に『月刊サンデージェネックス』（小学館）誌上で発表しており、個人として同人活動にも勤しんでいる。また、ゲーム好きを自称しており、自身が2019年よりチャイナ編をコミック化しているアサシン クリードシリーズやファイアーエムブレムシリーズ、Fateシリーズや三國無双シリーズのファンでもある。好きな漫画家は萩尾望都。

## 作品リスト

### 連載
- 書生葛木信二郎の日常（『月刊サンデーGX』2011年1月号 - 2014年11月号）
- 天穹は遥か ―景月伝―（『月刊サンデーGX』2015年4月号[3] - 2017年11月号）
- 薬屋のひとりごと〜猫猫の後宮謎解き手帳〜（『月刊サンデーGX』2017年9月号 - 連載中）
- アサシン クリード チャイナ（『月刊サンデーGX』2019年11月号 - 2021年7月号）
- ヘルマンさんかく語りき（原作：さやわか、『COMIC BRIDGE』2023年6月19日 - 連載中）

### 読み切り
- 来来！キョンシー&マスター（『月刊サンデーGX』2015年3月号[3]）

### 書籍
- 『書生葛木信二郎の日常』、小学館〈サンデーGXコミックス〉2011年 - 2014年、全8巻
- 『天穹は遥か ―景月伝―』、小学館〈サンデーGXコミックス〉2015年 - 2018年、全6巻
- 『薬屋のひとりごと〜猫猫の後宮謎解き手帳〜』、小学館〈サンデーGXコミックス〉2018年 - 、既刊20巻（2025年5月19日現在）
- 『アサシン クリード チャイナ』、小学館〈サンデーGXコミックス〉2020年 - 2021年、全4巻
- 『ヘルマンさんかく語りき』、原作：さやわか、KADOKAWA〈BRIDGE COMICS〉2023年 - 、既刊2巻（2024年8月8日現在）